# Паралич Дежерин-Клюмпке
Паралич Дежерин-Клюмпке, или паралич Клюмпке, — разновидность частичного паралича нижних ветвей плечевого сплетения, характеризующийся периферическим парезом или параличом мышц кисти, изменением чувствительности в соответствующей зоне, вегетативно-трофическими изменениями, в том числе зрачковыми расстройствами. Назван в честь француженки американского происхождения Августы Дежерин-Клюмпке.
Плечевое нервное сплетение — сеть спинномозговых нервов, которые выходят с задней поверхности шеи, идут в подмышечной впадине, и дают иннервацию верхних конечностей.

## Причины
Паралич Дежерин-Клюмпке — это форма паралича, который затрагивает мышцы предплечья и кисти, и является следствием поражения плечевого сплетения, а именно травмы седьмого шейного (C7) и первого грудного (T1) нервов «до или после того, как они присоединяются к нервному стволу верхней конечности. Последующий паралич поражает, преимущественно, глубокие мышцы кисти и сгибатели запястья и пальцев». Травма этих нервов может возникнуть в процессе родов (тогда этот паралич относится к акушерским). Чаще всего паралич возникает при травматических родах, конкретно — дистоции плечиков. Риск дистоции плечиков увеличивается при узком тазе роженицы и при крупном плоде. Риск травмы нижнего плечевого сплетения возникает при тяге на отведённую руку, например, когда при рождении ребёнка его тянут за руку (рука при этом вытянута над головой), или когда падающий с дерева хватается за ветку (и рука опять находится в максимально отведённом положении). Повреждения нижнего плечевого сплетения следует дифференцировать от повреждений верхнего плечевого сплетения, которые также могут быть результатом родовой травмы, однако при этом дают другой синдром слабости, т. н. паралич Эрба — Дюшена. Также причиной паралича Дежерин-Клюмпке может быть сдавление ложными рёбрами или опухолями.
Тем не менее, «плечевое сплетение также может быть повреждено прямым воздействием или из-за огнестрельной раны, или при вправлении вывиха плечевого сустава; тяжесть паралича зависит от тяжести повреждения нервов сплетения. В некоторых случаях повреждение, по-видимому, скорее отторжение корешков спинномозговых нервов от спинного мозга, чем разрыв нерва как такового, и если это связано с поражением первого грудного нерва (Т1), то зрачок на этой стороне может быть сужен (это зависит от степени повреждения преганглионарных волокон, идущих в составе первого грудного нерва к дилататору зрачка)». Паралич может быть следствием первичного воспаления корешков, их первичного неврита после гриппа.

## Клиника
Симптоматика включает в себя паралич глубоких мышц кисти (мышцы возвышения большого пальца и мизинца, межкостные и червеобразные мышцы), и онемение в зоне иннервации локтевого нерва. Анестезии охватывают внутреннюю поверхность плеча, предплечья и кисти. Вовлечение первого грудного нерва (Т1) может вести к появлению синдрома Горнера с наличием птоза и миоза. Это может быть противоположностью к параличу Эрба — Дюшена, который возникает из-за поражения пятого (С5) и шестого (С6) шейных нервов.

## Диагностика
Для дифференциального диагноза большое значение могут иметь рентгенография, исследование спинномозговой жидкости, анализ крови на реакцию Вассермана.

## Течение и прогноз
Течение и прогноз при параличе зависит в основном от этиологии заболевания.

## Лечение
Зависит от этиологии заболевания. Общий и локальный массаж проблемной части тела или конечности.